# Список богомолів Іспанії
Іспанія є найбагатшою країною за кількістю видів богомолів у Європі. Фауна країни налічує 24 види богомолів: 14 на Піренейському півострові, 7 ендемічних на Канарських островах, 1 спільний з материковою Іспанією та 2 спільних з південним Середземномор'ям канарські види.

## Список видів

### Піренейський півострів і Балеарські острови
| Наукова назва, автор, рік опису                         | Таксономія             | Статус МСОП | Зображення | Зауваження щодо поширення                                                                 |
| Mantis religiosa Linnaeus, 1758                         | Родина богомолові      | LC          |            | Відомий по всій території країни.                                                         |
| Sphodromantis viridis (Forskal, 1775)                   | Родина богомолові      | —           |            |                                                                                           |
| Empusa pennata (Thunberg, 1815)                         | Родина емпузові        |             |            | Трапляється по всій країні.                                                               |
| Iris oratoria Linnaeus, 1758                            | Родина Eremiaphilidae  | -           |            |                                                                                           |
| Geomantis larvoides Pantel, 1896                        | Родина Rivetinidae     | —           |            | Трапляється всюди, але частіше на пісках поблизу берега                                   |
| Rivetina baetica (Rambur, 1838)                         | Родина Rivetinidae     | —           |            |                                                                                           |
| Perlamantis allibertii Guerin-Méneville, 1843           | Родина Amorphoscelidae | —           |            |                                                                                           |
| Ameles decolor Charpentier, 1825                        | Родина Amelidae        | —           |            | Трапляється по всій країні, але спорадично, частіше у внутрішніх районах                  |
| Ameles spallanzania (Rossi, 1792)                       | Родина Amelidae        | —           |            | Трапляється по всій країні.                                                               |
| Ameles nana (Charpentier 1825)                          | Родина Amelidae        | —           |            | Наводиться у Fauna Europea                                                                |
| Ameles picteti (Saussure, 1869)                         | Родина Amelidae        | —           |            |                                                                                           |
| Ameles assoi Bolivar, 1873                              | Родина Amelidae        | —           |            |                                                                                           |
| Ameles paradecolor Agabiti, Salvatrice & Lombardo, 2010 | Родина Amelidae        | —           |            |                                                                                           |
| Ameles andreae Battiston et al, 2018                    | Родина Amelidae        | —           |            | Наявний лише на Мальорці (Балеарські острови)                                             |
| Pseudoyersinia paui (Bolivar, 1898)                     | Родина Amelidae        | —           |            |                                                                                           |
| Apteromantis aptera (Fuente, 1894)                      | Родина Amelidae        | —           |            | Поширений у центральній та південній Іспанії, на висоті від 60 до 1250 м над рівнем моря. |

## Канарські острови
7 ендемічних видів, 2 африкансько-близькосхідних та один палеарктичний вид.
| Наукова назва, автор, рік опису          | Таксономія        | Статус МСОП | Зображення | Зауваження щодо поширення |
| Mantis religiosa Linnaeus, 1758          | Родина богомолові | LC          |            | Відомий на великих островах. |
| Hypsicorypha gracilis (Burmeister, 1838) | Родина Empusidae  | —           |            | |
| Blepharopsis mendica                     | Родина Empusidae  | —           |            | |
| Ameles gracilis (Brullé, 1838)           | Родина Amelidae   | —           |            | Поширений на висоті від 0 до 1000 м над рівнем моря на островах Тенерифе, Ла-Пальма, Гран-Канарія. Трапляється на пасовищах та у чагарниковій рослинності, поблизу соснових та лаврових заростей |
| Ameles limbata (Brullé, 1838)            | Родина Amelidae   | —           |            | Поширений на Тенерифе та Ла-Пальма, на висоті від 0 до 2100 м над рівнем моря. Відсутній на горі на острові Тенерифе. Обирає рослинність відкритих сонячних місць, часто трапляється на бенкомії (Bencomia exstipulata) |
| Pseudoyersinia betancuriae Wiemers 1993  | Родина Amelidae   | —           |            | Уперше знайдено в 1991-1993 роках у муніципалітеті Бетанкурія на острові Фуертевентура. Імаго та личинок знаходили у трав'янистій рослинності, зокрема на кураю, та на чагарничках. Активних комах спостерігали принаймні з лютого до квітня. Було також знайдено чимало дрібних оотек на півострові Хандія на південний захід від основного ареалу, які також приписано до цього виду. Також комах цього виду знайдено на сусідніх островах Алегранса та Монтанья-Клара. Вид зустрічається на висоті до 600 м н. р. м. |
| Pseudoyersinia canariensis Chopard 1942  | Родина Amelidae   | —           |            | Наявний на острові Ла-Пальма. Мешкає на висотах 100-1600 м над рівнем моря у лісах, чагарниках та на луках. Найчастіше трапляється в центральній частині острова, де мешкає на крайніх освітлених сонцем гілочках сосни канарської або на листі чагарників родини бобових. Самиця відкладає оотеку або на гілках чагарників, або на скелях |
| Pseudoyersinia pilipes Chopard, 1954     | Родина Amelidae   | —           |            | Ендемічний вид острова Гомера. Зустрічається на висоті від 100 до 1100 м н. р. м. Богомолів цього виду спостерігали в чагарниковій рослинності в східній частині острова |
| Pseudoyersinia subaptera Chopard, 1942   | Родина Amelidae   | —           |            | Ендемічний вид островів Тенерифе (південно-західна частина острова) та Гран-Канарія. Зустрічається на висотах до 1200 м н. р. м |
| Pseudoyersinia teydeana Chopard, 1942    | Родина Amelidae   | —           |            | Ендемічний вид острова Тенерифе. Зустрічається на схилах гори Тейде на висоті 1300-2400 м н. р. м. Ареал невеликий, проте богомоли трапляються відносно часто. Імаго та личинки мешкають на відкритих галявинах у соснових лісах у траві, зокрема на Descurainia bourgaeana, Pterocephalus lasiospermus, Cytisus тощо |